# 愛愛內含光
《愛愛內含光》是一部2024年在Netflix上線的台灣原創性喜劇，由黃婕妤執導，詹子萱、柯震東、林哲熹、巫建和、夏于喬、馬志翔、苗可麗、洪都拉斯主演，影集講述一家人在不同年紀所碰到的性愛議題。
該劇2024年2月2日於Netflix首播，全季共八集。

## 演員陣容
- 詹子萱 飾演 邱曖，蜜蠟除毛師、性知識KOL兼YouTuber，是平克的大學同學兼炮友[1]。
- 柯震東 飾演 周平克，是邱曖的大學同學兼炮友[1]。
- 林哲熹 飾演 邱宥森，邱曖的哥哥，男同志。擁有穩定交往的男友。後來與賭場經理兼生意夥伴阿嶽共患難，產生不一樣的情感[1]。
- 巫建和 飾演 阿嶽，賭場經理[1]。
- 夏于喬 飾演 邱葳，邱曖的大姐，學校圖書館的行政櫃檯，與學校教授林世桀結婚後因為年紀上的差距導致生活越來越不「性」福[1]。
- 馬志翔 飾演 林世桀，邱葳的丈夫，學校教授[1]。
- 苗可麗 飾演 邱葉美芝，邱媽媽是一個相當傳統的保守母親，每天三個小孩都讓她頭痛不已，加上在除夕兼與老公結婚33週年結婚紀念日，竟然發現老公在房間「看片自己來」讓她氣到不行，認為老公沒在尊重她。
- 洪都拉斯 飾演 邱正男，邱爸爸
- 鳳小岳 飾演 博齊，邱曖的前男友。
- 王渝萱 飾演 安倪，喜歡大學教授林世桀。
- 隆宸翰 飾演 亨利，邱宥森的男友。
- 許乃涵 飾演 Doris，周平克的母親。
- 鄭至偉 飾演 昌哥，機車行老闆；患有妥瑞氏症。
- 雷洪    飾演 世傑父親，患有老人癡呆症。
- 禾浩辰 飾演 Mr. H，邱曖的炮友之一
- 林子熙 飾演 Lisa，
- 吳昆達 飾演 老林，

## 獎項

### 金鐘獎
| 年份   | 頒獎單位     | 獎項                             | 入圍者                                 | 結果 |
| ------ | ------------ | -------------------------------- | -------------------------------------- | ---- |
| 2024年 | 第59屆金鐘獎 | 迷你劇集獎                       | 《愛愛內含光》                         | 提名 |
| 2024年 | 第59屆金鐘獎 | 迷你劇集（電視電影）導演獎       | 黃婕妤 Remii H.                        | 提名 |
| 2024年 | 第59屆金鐘獎 | 迷你劇集（電視電影）男配角獎     | 巫建和                                 | 提名 |
| 2024年 | 第59屆金鐘獎 | 迷你劇集（電視電影）女配角獎     | 苗可麗                                 | 獲獎 |
| 2024年 | 第59屆金鐘獎 | 迷你劇集／電視電影最具潛力新人獎 | 詹子萱                                 | 獲獎 |
| 2024年 | 第59屆金鐘獎 | 戲劇類節目聲音設計獎             | 高偉晏、李佳衡、鄭元凱、黃懿梅、黃映榕 | 提名 |
| 2024年 | 第59屆金鐘獎 | 戲劇類節目美術設計獎             | 陳熒德                                 | 提名 |
| 2024年 | 第59屆金鐘獎 | 戲劇原創歌曲獎                   | JUD 陳泳希、廖庭翊〈相濡以沫〉         | 提名 |
| 2024年 | 第59屆金鐘獎 | 戲劇配樂獎                       | 溫子捷、游學謙、林明儀、余孟謙         | 提名 |

## 資料來源
1. 1 2 3 4 5 6 7 8  . 中國報. 2024-02-05  [2024-02-13]. （原始内容存档于2024-02-13） （中文（马来西亚））.
2. ↑  
. 風傳媒. 2024-02-05  [2024-02-13]. （原始内容存档于2024-02-13）.

## 外部連結
- 互联网电影数据库（IMDb）上《愛愛內含光》的资料（英文）
- 在Netflix上觀看《愛愛內含光》
- 豆瓣电影上《愛愛內含光》的資料 （简体中文）